# Scopula nipha
Scopula nipha är en fjärilsart som beskrevs av Fletcher 1955. Scopula nipha ingår i släktet Scopula och familjen mätare. Inga underarter finns listade.